# タイロン・レモント
タイロン・レモント（Tyrone Lamont、1985年4月3日 - ）は南アフリカ共和国出身の野球選手。ポジションは投手。右投右打。
2005年までシアトル・マリナーズ傘下のルーキーリーグでプレーしていた。
2006年のWBCでは南アフリカ代表に選出され、2試合にリリーフで登板するも初戦のカナダ戦ではコーリー・コスキーに本塁打を浴びるなど合計3イニングで4失点を喫してしまった。